# Balatonvilágos
Balatonvilágos (vyslovováno [balatonvilágoš]) je velká vesnice a letovisko v Maďarsku v župě Somogy, spadající pod okres Siófok. Nachází se u břehu Balatonu a bezprostředně sousedí se Siófokem. V roce 2015 zde žilo 1 153 obyvatel. Dle údajů z roku 2011 tvoří 81,3 % obyvatelstva Maďaři, 1,5 % Němci, 0,3 % Bulhaři, 0,2 % Romové a 0,2 % Slováci.
Sousedními vesnicemi jsou Balatonakarattya, Balatonszabadi a Lepsény, sousedními městy Enying a Siófok.

## Historie
Balatonvilágos je poměrně mladá vesnice, jelikož vznikla v roce 1961 po odtržení od obce Balatonfőkajár. Až do 1. ledna 2013 patřila župě Veszprém a okresu Balatonalmádi; poté byla přeřazena do župy Somogy a okresu Siófok.
Název "Balatonvilágos" doslovně znamená "Világoš u Balatonu". Világoš (maďarsky Világos, rumunsky Șiria) se stal významným sídlem díky kapitulaci u Világoše, která se odehrála 13. srpna 1849.